# Brinckochrysa qiongana
Brinckochrysa qiongana là một loài côn trùng trong họ Chrysopidae thuộc bộ Neuroptera. Loài này được C.-k. Yang in X.-k. Yang & C.-k. Yang miêu tả năm 2002.